# Gratonit
Gratonit (IMA-Symbol Gtn) ist ein selten vorkommendes Mineral aus der Mineralklasse der „Sulfide und Sulfosalze“ mit der chemischen Zusammensetzung Pb9[S3|(AsS3)4] und damit chemisch gesehen ein Blei-Arsen-Sulfosalz.
Gratonit kristallisiert im trigonalen Kristallsystem und entwickelt prismatische, nach der c-Achse gestreckte Kristalle bis etwa 5 mm Länge, kommt aber auch in Form derber Massen vor. Das in jeder Form undurchsichtige (opake) Mineral zeigt auf den Oberflächen der dunkelbleigrauen Kristalle und Aggregate einen metallischen Glanz. Im Auflicht erscheint Gratonit auf polierten Flächen weiß, im Gegensatz zu Galenit aber mit deutlichem Stich ins Gelbe. Gelegentlich finden sich auch Gratonite mit durch Verwitterung buntfarbig angelaufenen Oberflächen. Die Strichfarbe des Minerals ist allerdings immer schwarz.

## Etymologie und Geschichte
Entdeckt wurde Gratonit erstmals in Mineralproben, die ein Mitarbeiter namens Vance vom Ward's Natural Science Establishment im Oktober 1938 zur Identifizierung an das Mineralogische Labor der Harvard University geschickt hatte und von Charles Palache untersucht wurde. Im gleichen Monat erhielt auch D. Jerome Fisher von der University of Chicago einige Exemplare des Materials, die George W. Rust vom Geologischen Institut in Cerro de Pasco geschickt hatte.
Palache und Fisher konnten nachweisen, dass es sich bei dem Mineral um ein bisher unbekanntes Blei-Arsen-Sulfosalz handelte. Benannt wurde es nach Louis Caryl Graton, dem ehemaligen Professor für Bergbau und Geologie an der Harvard University sowie beratenden Geologen der Cerro de Pasco Copper Corporation.
Als genaue Typlokalität (Erstfundort) gilt das Bergwerk Excelsior mit polymetallischen Zn-Pb-(Ag-Bi-Cu)-Vererzungen bei Cerro de Pasco in Peru.
Das Typmaterial des Minerals wird im Harvard Mineralogical Museum (HMM) der Harvard University in Cambridge (Massachusetts) unter der Inventarnummer 94611 aufbewahrt.
Da der Gratonit bereits lange vor der Gründung der International Mineralogical Association (IMA) bekannt und als eigenständige Mineralart anerkannt war, wurde dies von ihrer Commission on New Minerals, Nomenclature and Classification (CNMNC) übernommen und bezeichnet den Gratonit als sogenanntes „grandfathered“ (G) Mineral. Die seit 2021 ebenfalls von der IMA/CNMNC anerkannte Kurzbezeichnung (auch Mineral-Symbol) von Gratonit lautet „Gtn“.

## Klassifikation
Bereits in der veralteten 8. Auflage der Mineralsystematik nach Strunz gehörte der Gratonit zur Mineralklasse der „Sulfide und Sulfosalze“ und dort zur Abteilung „Komplexe Sulfide (Sulfosalze)“, wo er gemeinsam mit Baumhauerit, Dufrénoysit, Geokronit, Jordanit, Liveingit, Rathit und Sartorit in der „Sartorit-Jordanit-Gruppe (Bleiarsenspießglanze)“ mit der Systemnummer II/D.06 steht.
In der zuletzt 2018 überarbeiteten Lapis-Systematik nach Stefan Weiß, die formal auf der alten Systematik von Karl Hugo Strunz in der 8. Auflage basiert, erhielt das Mineral die System- und Mineralnummer II/E.15-030. Dies entspricht der Abteilung „Sulfosalze (S : As,Sb,Bi = x)“, wo Gratonit zusammen mit Geokronit, Jordanit, Lengenbachit, Meneghinit und Tsugaruit die Gruppe der „Blei-Sulfosalze mit As/Sb (x= 3,8 bis 3,1)“ mit der Systemnummer II/E.15 bildet.
Die von der International Mineralogical Association (IMA) zuletzt 2009 aktualisierte 9. Auflage der Strunz’schen Mineralsystematik ordnet den Gratonit in die Abteilung „Sulfosalze mit PbS als Vorbild“ ein. Diese ist weiter unterteilt nach dem entsprechenden Vorbild und dessen Abwandlung (Derivat). Das Mineral ist hier entsprechend seiner Zusammensetzung in der Unterabteilung „Galenit-Derivate mit Blei (Pb)“ zu finden, wo es als einziges Mitglied eine unbenannte Gruppe mit der Systemnummer 2.JB.55 bildet.
In der vorwiegend im englischen Sprachraum gebräuchlichen Systematik der Minerale nach Dana hat Gratonit die System- und Mineralnummer 03.03.02.01. Das entspricht der Klasse der „Sulfide und Sulfosalze“ und dort der Abteilung „Sulfosalze“. Hier findet er sich innerhalb der Unterabteilung „Sulfosalze mit dem Verhältnis 3 < z/y < 4 und der Zusammensetzung (A+)i (A2+)j [ByCz], A = Metalle, B = Halbmetalle, C = Nichtmetalle“ als einziges Mitglied in einer unbenannten Gruppe mit der Systemnummer 03.03.02.

## Chemismus
In der idealen, stoffreinen Zusammensetzung von Gratonit (Pb9As4S15) besteht das Mineral aus Blei (Pb), Arsen (As) und Schwefel (S) im Stoffmengenverhältnis von 9 : 4 : 15. Dies entspricht einem Massenanteil (Gewichtsprozent) von 70,49 Gew.-% Pb, 11,33 Gew.-% As und 18,18 Gew.-% S oder in der Oxidform 9 Teilen Blei(II)-sulfid (PbS) und 2 Teilen Arsen(III)-sulfid (As2S3).
Eine der theoretischen Idealform sehr nahe kommende Zusammensetzung fand sich in Mineralproben aus Minas de Riotinto in Spanien mit  71,0 Gew.-% S,  11,0 Gew.-% As und 18,0 Gew.-% S.
In Mineralproben aus Cerro de Pasco in Peru fanden sich dagegen auch formelfremde Anteile von 0,39 Gew.-% Eisen (Fe) und 0,21 Gew.-% Antimon (Sb).

## Kristallstruktur
Gratonit kristallisiert in der trigonalen Raumgruppe R3m (Raumgruppen-Nr. 160) mit den Gitterparametern a = 17,70 Å und c = 7,79 Å sowie 3 Formeleinheiten pro Elementarzelle.

## Bildung und Fundorte
Gratonit bildet sich hydrothermal in Hohlräumen von Kupfererzen. Als Begleitminerale können unter anderem Arsenopyrit, Canfieldit, Enargit, Hutchinsonit, Jordanit, Pyrit, Pyrrhotin, Realgar, Sphalerit und Mischkristalle der Tetraedrit–Tennantit-Reihe auftreten.
Als seltene Mineralbildung konnte Gratonit nur an wenigen Orten nachgewiesen werden, wobei weltweit bisher rund 40 Vorkommen dokumentiert sind (Stand 2025). Außer an seiner Typlokalität in der Excelsior Mine sowie der ebenfalls bei Cerro de Pasco liegenden, gleichnamigen Cerro de Pasco Mine (auch Paragsha Mine) in der Provinz Pasco, trat das Mineral in Peru noch im Tagebau Chaquicocha der Goldmine Yanacocha in der Provinz Cajamarca, der Bienaventurada Mine im Distrikt Huachocolpa (Huancavelica), der Quiruvilca Mine im gleichnamigen Distrikt in der Provinz La Libertad und der Uchucchacua Mine im Distrikt Oyón in der Provinz Lima zutage.
In Deutschland konnte Gratonit bisher nur in der Grube Silbereckle bei Reichenbach (Lahr), der Grube Michael bei  und im Schafsbuckelschacht der Grube Segen Gottes bei Wiesloch (Rhein-Neckar-Kreis) in Baden-Württemberg sowie im Diabas-Steinbruch Reimersgrün in der sächsischen Gemeinde Limbach (Vogtland) gefunden werden.
Der bisher einzige bekannte Fundort in der Schweiz ist die Grube Lengenbach bei Fäld im Binntal des Kantons Wallis.
Weitere Fundorte liegen unter anderem in Argentinien, China, der Dominikanischen Republik, in Griechenland, Irland, auf Isle of Man, in Japan, Namibia, Polen, Serbien, Spanien, Taiwan, im Vereinigten Königreich (England) und den Vereinigten Staaten von Amerika (Idaho, Nevada).
Auch in Mineralproben aus dem Hydrothermalfeld „Deyin-1“ im Süden des Mittelatlantischen Rückens konnte Gratonit nachgewiesen werden.